# 里海阿魏
里海阿魏（学名：Ferula caspica）是伞形科阿魏属的植物。分布在蒙古、俄罗斯以及中国大陆的新疆等地，见于低山坡以及石隙中，目前尚未由人工引种栽培。